# Julius Peter Heil
Julius Peter Heil (Dusemond an der Mosel, 24 luglio 1876 – Milwaukee, 30 novembre 1949) è stato un politico e imprenditore tedesco naturalizzato statunitense, 30º governatore del Wisconsin dal 1939 al 1943.

## Biografia
Heil era un immigrato ebreo negli Stati Uniti nato a Düssmund an der Mosel (attuale Brauneberg), in Germania. Si trasferì con la famiglia negli Stati Uniti nel 1881. Da bambino visse con la sua famiglia in una fattoria a New Berlin, nel Wisconsin, e frequentò la scuola fino all'età di dodici anni.
Heil divenne esperto saldatore e viaggiò molto in Sud America per installare binari d'acciaio per i tram. Nel 1901 fondò la Heil Company a Milwaukee che fabbricava carri cisterna d'acciaio. Nel 1933 fu nominato dal presidente Franklin Roosevelt a capo del comitato statale della National Recovery Administration.